# Alois Jungwirth
Alois Jungwirth (* 4. Juni 1884 in Raab, Oberösterreich; † 24. März 1946 in Linz) war ein österreichischer Zimmermann und Politiker (CS). Jungwirth war von 1925 bis 1938 Abgeordneter des Oberösterreichischen Landtages.

## Leben
Jungwirth arbeitete zuerst in der Landwirtschaft, erlernte im Alter von 20 Jahren das Zimmermannshandwerk und wurde Hauszimmermann in einer Landwirtschaftsschule. 1902 wurde er Mitglied des Katholischen Arbeitervereins Schärding und war seit 1912 dessen Obmann. Vor dem Ersten Weltkrieg war er als Vertreter der Christlichsozialen Partei auch im Schärdinger Gemeinderat tätig.
Seit 1921 war Jungwirth Obmann des Oberösterreichischen Landarbeiterbundes, 1929 wurde er Vorstandsmitglied der Landarbeiter-Krankenversicherung. Schließlich wurde er 1934 Vizepräsident der Landwirtschaftskammer für Oberösterreich, Obmann-Stellvertreter des Oberösterreichischen Bauernbundes und stellvertretender Reichsbauernführer. Von diesen Ämtern wurde er 1938 entfernt, 1945 wurde er neuerlich Leiter des Landarbeiterbundes.
In den Jahren 1925 bis 1938 war Jungwirth Landtagsabgeordneter, zunächst für die Christlichsoziale Partei, ab 1934 für den Stand der Land- und Forstwirtschaft.